# ヘルンフート

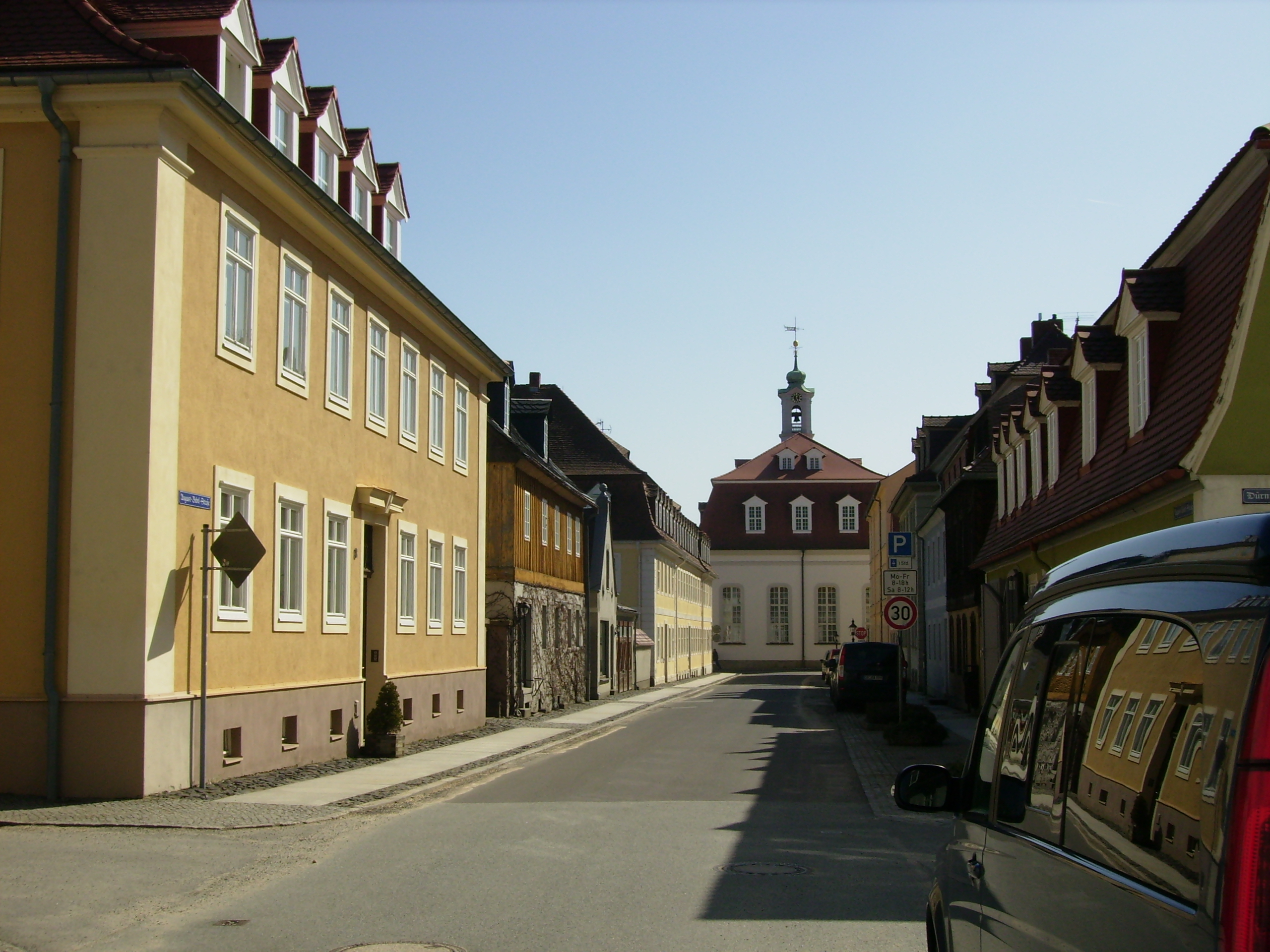
ヘルンフート街中とモラヴィア教会

ヘルンフート（ドイツ語: Herrnhut、ソルブ語: Ochranow、チェコ語: Ochranov）は、ドイツのザクセン州ゲルリッツ地区にある上ルサティア地方の町で、1722年にニコラウス・フォン・ツィンツェンドルフ伯爵がモラヴィア教会の共同体を設立したことで知られている。

## 地理
歴史的にはオーバーラウジッツ地方に位置し、ドイツ連邦道路178線沿いにあり、鉄道ではツィッタウ・レーバウ線沿いにある。ヘルンフートはレーバウの南東約10km、ツィッタウの北西約15km、旧オーバーラウジッツ地方の首都ゲルリッツの南西約25kmに位置する。
地区内の町村は、オーダーヴィッツなどの町と隣接している。

## 地区内の町村
地区内にはヘレンフートを始め、13の市町村がある。

## 歴史
ヘルンフートは、18世紀初頭にモラヴィア辺境伯領からモラヴィア辺境伯領の同胞団に属するドイツ語を話す宗教難民によって設立された。改革者ヤン・フスが1415年のコンスタンツ公会議で火あぶりにされた後、モラヴィア兄弟団が生まれた。18世紀、彼らはハプスブルク帝国の支配によってボヘミア王冠領の土地で施行された厳しい対抗宗教改革に直面しなければならなかった。1722年からは、プラハ条約 (1635年)以来ザクセン選帝侯領が領有していたルサティア地方に難民が押し寄せた。モラヴィア宣教師であった彼らの指導者クリスチャン・ダヴィートと出会ったドイツの貴族ニコラウス・フォン・ツィンツェンドルフ伯爵（1700-1760）は、彼の広大なベルテルスドルフ荘園に定住するよう彼らを招いた。
その後まもなく、ダヴィートはヘルンフートとなる場所に最初の家を建てた（ヘルンフートとは、主の見守りまたは主の保護という意味である。）ツィンツェンドルフ伯爵自身も1725年から1727年にかけてここに新しい住居を構えた。共同体はヘルンフートから、ベルリン近郊のリクスドルフ、ビューディンゲン近郊の旧マリエンボルン修道院、ヘルンハーク、ノルデン、パウロヴィツケ（1771-1772）へと広がった。世界中に数多くの教会が生まれた。最初の組織的なプロテスタント宣教運動は、1732年にヘルンフートから始まり、2人の兄弟がデンマーク領西インド諸島に行き、その後他の兄弟もグリーンランドに行った。最初の北米宣教活動は1735年にジョージア州サバンナで始まった。1738年、南アフリカにゲナデンダル伝道所が設立された。1771年にはデンマークのクリスチャンスフェルドがそれに続いた。
ヘルンフートは、プロテスタンティズムの歴史においても、より広いキリスト教の歴史においても、重要な位置を占めている。ツィンツェンドルフの共同体は、メソジストを創始したジョン・ウェスレーに影響を与え、全世界に3億人以上の人々を擁する広範な教派間運動である福音主義の勃興に貢献した。

## 参照
- 『日々の聖句』